# Institut d'Estudis Humanístics Miquel Coll i Alentorn

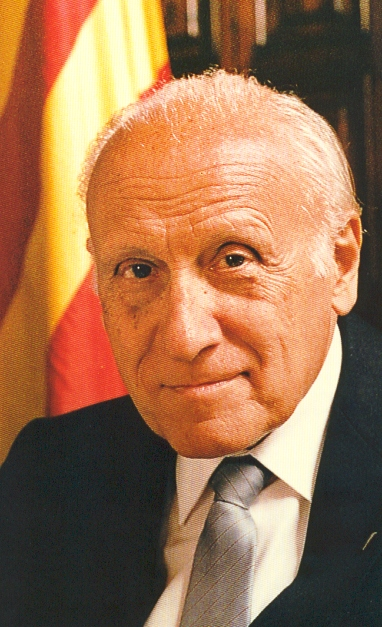
Miquel Coll i Alentorn

L'Institut d'Estudis Humanístics Miquel Coll i Alentorn (INEHCA) fou creat des d'Unió Democràtica de Catalunya com una fundació privada sense afany de lucre, dedicada a difondre els valors democràtics de la tradició humanística cristiana. L'INEHCA elabora els seus projectes des d'una visió àmplia del pensament demòcrata cristià i posant un èmfasi especial en la societat i la nacionalitat catalanes.
Entre les activitats anuals de l'INEHCA destaquen la publicació de la revista Diàlegs, l'Escola d'Estiu Manuel Carrasco i Formiguera, que organitza conjuntament amb Unió, a més de la celebració de seminaris, taules rodones, conferències, i l'edició de monografies de temàtiques diverses. L'any 2006, coincidint amb el 75è aniversari de la fundació d'Unió Democràtica de Catalunya, l'Institut va endegar un programa propi de projectes de recuperació de la memòria històrica.
El primer president de l'INEHCA va ser Josep Antoni Duran i Lleida, i entre 1996 i 2007 ho ha estat el Dr. Josep M. Coll i Alemany, fill de Miquel Coll i Alentorn, essent Carme Dropez i Ballarín vicepresidenta executiva (de 1993 a 2007) i Ignasi Farreres i Bochaca vicepresident. El darrer president conegut és Llibert Cuatrecasas i Membrado, dirigent històric d'Unió.
El 2016, durant el procés de liquidació d'Unió, l'institut es va desvincular legalment d'aquest per així poder evitar el concurs de creditors al qual es va veure sotmès el partit polític, en 2017 va promoure un nou partit polític i no se li coneix activitat posterior.

## Revista Diàlegs
Diàlegs és una revista d'estudis polítics i socials, i la seva periodicitat és quadrimestral. Diàlegs va aparèixer l'any 1998 amb l'objectiu de cobrir un buit a Catalunya, en l'àmbit de les publicacions de pensament i reflexió serena de les idees polítiques, per tal d'oferir un espai de debat i també de divulgació dels principis ideològics de l'humanisme cristià.